# Список екорегіонів Іспанії
Нижче наводиться список  екорегіонів в Іспанії, згідно  Всесвітнього Фонду дикої природи (ВФД). 

## Наземні екорегіони

### Середземноморські ліси, ліси та чагарники
- Сухі рідколісся та ліси Канарських островів
- Іберійські хвойні ліси
- Піренейські склерофільні та напівлистопадні ліси
- Середземноморські акацієво-арганієві сухі рідколісся (Канарські острови)
- Середземноморські рідколісся та ліси (Сеута, Мелілья та Суверенні території Іспанії)
- Середземноморські ліси Північно-Східної Іспанії та Південної Франції
- Гірські ліси Північно-Західної Іберії
- Чагарники та рідколісся Південно-Східної Іберії
- Середземноморські склерофільні та мішані ліси Південно-Західної Іберії

### Помірні широколистяні та мішані ліси
- Кантабрійські мішані ліси
- Піренейські хвойні та мішані ліси

## Прісноводні екорегіони
- Постійний Магриб[en]
- Узбережжя Кантабрики - Лангедок
- Східна Іберія
- Південна Іберія
- Західна Іберія

## Морські екорегіони
- Море Альборан
- Азорські острови, Канарські острови, Мадейра
- Південноєвропейська Атлантика
- Західне Середземномор'я